# العلاقات الألمانية المالديفية
العلاقات الألمانية المالديفية هي العلاقات الثنائية التي تجمع بين ألمانيا والمالديف.

## مقارنة بين البلدين
هذه مقارنة عامة ومرجعية للدولتين:
| وجه المقارنة                                              | ألمانيا                                                                              | [[تصنيف:صفحات تستخدم رمز علم غير موجود\|]] المالديف |
| --------------------------------------------------------- | ------------------------------------------------------------------------------------ | --------------------------------------------------- |
| المساحة (كم2)                                             | 357.41 ألف                                                                           | 298                                                 |
| عدد السكان (نسمة)                                         | 81.29 مليون                                                                          | 436.33 ألف                                          |
| الكثافة السكانية (ن./كم²)                                 | 227.44                                                                               | 146.42 ألف                                          |
| العاصمة                                                   | بون، برلين                                                                           | ماليه                                               |
| اللغة الرسمية                                             | اللغة الألمانية                                                                      | اللغة الديفهي                                       |
| العملة                                                    | يورو، مارك ألماني                                                                    | روفيه مالديفية                                      |
| الناتج المحلي الإجمالي (بليون دولار)                      | 3.68 تريليون                                                                         | 4.60 مليار                                          |
| الناتج المحلي الإجمالي (تعادل القوة الشرائية) بليون دولار | 3.92 تريليون                                                                         | 5.23 مليار                                          |
| الناتج المحلي الإجمالي الاسمي للفرد دولار أمريكي          | 41.31 ألف                                                                            | 8.39 ألف                                            |
| الناتج المحلي الإجمالي للفرد دولار أمريكي                 | 46.40 ألف                                                                            | 12.53 ألف                                           |
| مؤشر التنمية البشرية                                      | 0.926                                                                                | 0.706                                               |
| رمز المكالمات الدولي                                      | +49                                                                                  | +960                                                |
| رمز الإنترنت                                              | .de                                                                                  | .mv                                                 |
| المنطقة الزمنية                                           | توقيت وسط أوروبا، ت ع م+01:00، ت ع م+02:00، توقيت أوروبا الوسطى المعياري (ت غ م +1) ‏ | ت ع م+05:00                                         |

## منظمات دولية مشتركة
يشترك البلدان في عضوية مجموعة من المنظمات الدولية، منها:
| علم المنظمة | اسم المنظمة                        | تاريخ انضمام ألمانيا | تاريخ انضمام المالديف |
| ----------- | ---------------------------------- | -------------------- | --------------------- |
|             | مؤسسة التمويل الدولية              | 20 يوليو 1956        | 2 فبراير 1983         |
|             | منظمة حظر الأسلحة الكيميائية       | 29 أبريل 1997        | ?                     |
|             | يونسكو                             | 11 يوليو 1951        | 18 يوليو 1980         |
|             | الاتحاد الدولي للاتصالات           | 1866                 | 28 فبراير 1967        |
|             | الأمم المتحدة                      | 18 سبتمبر 1973       | 21 سبتمبر 1965        |
|             | منظمة الشرطة الجنائية الدولية      | ?                    | ?                     |
|             | البنك الدولي للإنشاء والتعمير      | 14 أغسطس 1952        | 13 يناير 1978         |
|             | الاتحاد البريدي العالمي            | 1 يوليو 1875         | ?                     |
|             | منظمة التجارة العالمية             | ?                    | ?                     |
|             | مؤسسة التنمية الدولية              | 24 سبتمبر 1960       | 13 يناير 1978         |
|             | بنك التنمية الآسيوي                | 1966                 | 1978                  |
|             | وكالة ضمان الاستثمار متعدد الأطراف | 12 أبريل 1988        | 19 مايو 2005          |

## وصلات خارجية
- موقع وزارة الخارجية الألمانية
- موقع وزارة الخارجية المالديفية